# You Are What You Is
You Are What You Is, album je Franka Zappe. Izdaje ga Rykodisc i na njemu se nalazi 20 pjesama. Ovo je prvi album koji je snimljen u Frankovom kućnom studiju (Utility Muffin Research Kitchen).

## Popis pjesama
1. "Teen-Age Wind" – 3:02
2. "Harder Than Your Husband" – 2:28
3. "Doreen" – 4:44
4. "Goblin Girl" – 4:07
5. "Theme from the 3rd Movement of Sinister Footwear" – 3:34
6. "Society Pages" – 2:27
7. "I'm a Beautiful Guy" – 1:56
8. "Beauty Knows No Pain" – 3:02
9. "Charlie's Enormous Mouth" – 3:36
10. "Any Downers?" – 2:08
11. "Conehead" – 4:24
12. "You Are What You Is" – 4:23
13. "Mudd Club" – 3:11
14. "Meek Shall Inherit Nothing" – 3:10
15. "Dumb All Over" – 5:45
16. "Heavenly Bank Account" – 3:44
17. "Suicide Chump" – 2:49
18. "Jumbo Go Away" – 3:43
19. "If Only She Woulda" – 3:48
20. "Drafted Again" – 3:07

## Popis glazbenika i ostalih osoba s albuma
- Tommy Mars – Keyboards, Vocals
- David Ocker – Clarinet (Bass), Clarinet
- Mark Pinske – Vocals, Engineer
- Motorhead Sherwood – Sax (Tenor), Vocals
- Allen Sides – Engineer
- Craig "Twister" Stewart – Harmonica
- Denny Walley – Vocals, Slide Guitar
- Ray White – Guitar (Rhythm), Vocals
- Ahmet Zappa – Vocals
- Moon Unit Zappa – Vocals
- Jo Hansch – Mastering
- Dennis Sager – Digital Engineer
- Santi Rubio – ?
- Amy Bernstein – Artwork
- John Livzey – Photography, Cover Photo
- Thomas Nordegg – Engineer
- John Vince – Artwork, Graphic Design
- Ed Mann – Percussion
- Jimmy Carl Black – Vocals
- Ike Willis – Guitar (Rhythm), Vocals
- Bob Stone – Remixing, Digital Remastering
- Arthur Barrow – Bass
- George Douglas – Assistant Engineer
- Frank Zappa – Arranger, Composer, Vocals, Producer, Main Performer, Guitar
- Bob Harris – Boy Soprano, Trumpet
- David Logeman – Drums
- Steve Vai – Strat Abuse